# Cyphophthalmus teyrovskyi
Cyphophthalmus teyrovskyi is een hooiwagen uit de familie Sironidae. De originele naamcombinatie (protoniem) was Siro teyrovskyi Kratochvíl, 1938.